# اهوی
اهوی (به فرانسوی: Ahuy) یک کمون در فرانسه است که در Canton of Fontaine-lès-Dijon واقع شده‌است.

## خصوصیات
اهوی ۶٫۴ کیلومترمربع مساحت و ۱٬۲۷۷ نفر جمعیت دارد و ۲۷۳ متر بالاتر از سطح دریا واقع شده‌است.